# Novokramators'kyj mašynobudivnyj zavod
La Nuova fabbrica per la costruzione di macchine di Kramators'k (in ucraino Новокраматорський машинобудівний завод?, Novokramators'kyj mašynobudivnyj zavod, in sigla NKMZ) è un grande impianto industriale situato nella città di Kramators'k, in Ucraina. Lo stabilimento è il più grande impianto di produzione di macchinari pesanti (non prodotti in serie) in Europa, in particolare nel settore dell'industria mineraria e metallurgica.
La fabbrica produce macchine e attrezzature uniche e costituisce una delle più importanti imprese specializzate ucraine. La NKMZ venne inaugurata, nel quadro dei programmi di industrializzazione forzata promossi dalla dirigenza dell'Unione Sovietica con il primo piano quinquennale, il 28 settembre 1934, dopo che i lavori erano iniziati nell'autunno 1929. I primi dipendenti e specialisti vennero forniti dalla grande fabbrica già esistente a Kramators'k, la SKMZ ("Vecchia fabbrica per la costruzioni di macchine di Kramators'k"); gli operai più capaci ed esperti vennero assegnati al nuovo stabilimento e dozzine di lavoratori qualificati presso la scuola del lavoro del vecchio stabilimento di Kramators'k furono trasferiti nel nuovo impianto industriale.
La NKMZ ha costituito nel periodo dell'Unione Sovietica, e rimane anche nell'Ucraina indipendente, la più importante fabbrica produttrice di macchinari pesanti; è soprattutto nota per aver costruito negli anni sessanta le presse idrauliche più grandi e potenti mai fabbricate al mondo.